# Inbred With Rednex
Az Inbred With Rednex című középlemez a svéd Rednex 1995-ben megjelent első középlemeze, melyet Németországban rögzítettek, és a BMG Interactive kiadó jelentette meg.
Az Inbred With Rednex egy multimédiás EP, ami videoklipeket, audiófájlokat (zenéket) és egy játékot is tartalmaz. A dalok közül három – a Cotton Eye Joe, Old Pop in an Oak, és a Wish You Were Here – már korábban megjelent a Sex & Violins című debütáló stúdióalbumon. E három dal videóklipje is látható a lemezen, valamint a további dalok eddig nem jelentek meg sehol sem, így ezen a középlemezen hallhatóak először, valamint a Cotton Eye Joe Öban remixe is itt került először publikálásra. A lemezen található multimédiás blokk egy kalandjátékot tartalmaz, mely Windows és MAC alatt fut. A So Long Johnny és a The Whore in San Pedro, című dalok csak ezen a CD-Romon játszhatóak le.

## A kiadvány tartalma
CD  Európa BMG Interactive Entertainment – 76896402112
- Hanganyag (CD Audio)

1. Cotton Eye Joe (Öban Remix) – 4:46 Producer – Pat Reiniz, Remix – Öban, Written-By – Janne Ericsson, Pat Reiniz, Öban
2. Old Pop in an Oak – 3:31 Written-By, Producer – Pat Reiniz
3. Ropin' A Cow – 4:12 Written-By, Producer – Öban
4. Crying Me Blind – 2:54 Written-By, Producer – Pat Reiniz

- Játék
  - Inbred With Rednex (CD-ROM)

- Rejtett tartalmak a játékban:
  - So Long Johnny (Audio) – 2:46 Producer [Uncredited] – Stefan Sir Een, Written-By [Uncredited] – Annika Ljungberg
  - The Whore In San Pedro (Audio) – 3:43 Written-By, Producer [Uncredited] – Stefan Sir Een
  - Cotton Eye Joe (Video) – 3:12 Producer [Uncredited] – Pat Reiniz, Written-By [Uncredited] – Janne Ericsson, Pat Reiniz, Öban Öberg
  - Old Pop in an Oak (Video) – 3:31 Written-By, Producer [Uncredited] – Pat Reiniz
  - Wish You Were Here (Video) – 3:56 Producer [Uncredited] – Denniz Pop, Max Martin, Written-By [Uncredited] – Leskelä Teijo